# Hôtel de ville de Bar-sur-Aube
L'hôtel de ville de Bar-sur-Aube est un hôtel de ville situé à Bar-sur-Aube, en France.

## Localisation
L'hôtel de ville est situé sur la commune de Bar-sur-Aube, dans le département français de l'Aube.

## Historique
C'est l'ancien couvent des Ursulines qui s'y installèrent en 1634 ou 1643. En 1790 le couvent hébergeait seize sœurs, quatre converses et quatre sœurs. Confisqué lors de la Révolution une partie fut démolie, l'autre utilisé comme prison. C'est en 1814 que les prisonniers français y mirent le feu. Restauré il se trouve actuellement utilisé comme mairie.
L'édifice est inscrit au titre des monuments historiques en 1972.